# Нік Беверлі
Нік Беверлі (англ. Nick Beverley, нар. 21 квітня 1947, Торонто) — колишній канадський хокеїст, що грав на позиції захисника. Згодом — хокейний тренер.
Провів понад 500 матчів у Національній хокейній лізі. 

## Ігрова кар'єра
Хокейну кар'єру розпочав 1963 року в Хокейній асоціації Онтаріо (ОХА).
Протягом професійної клубної ігрової кар'єри, що тривала 15 років, захищав кольори команд «Бостон Брюїнс», «Піттсбург Пінгвінс», «Нью-Йорк Рейнджерс», «Міннесота Норт-Старс», «Лос-Анджелес Кінгс» та «Колорадо Рокіз».
Загалом провів 508 матчів у НХЛ, включаючи 7 ігор плей-оф Кубка Стенлі.

## Тренерська робота
1995 року розпочав тренерську роботу в НХЛ. Працював з командами «Лос-Анджелес Кінгс» та «Торонто Мейпл-Ліфс». Тренував також клуби АХЛ.

## Статистика
| Сезон        | Клуб                     | Ліга         | Регулярний сезон | Регулярний сезон | Регулярний сезон | Регулярний сезон | Регулярний сезон | Плей-оф | Плей-оф | Плей-оф | Плей-оф | Плей-оф |
| Сезон        | Клуб                     | Ліга         | І                | Г                | П                | О                | ШХ               | І       | Г       | П       | О       | ШХ      |
| ------------ | ------------------------ | ------------ | ---------------- | ---------------- | ---------------- | ---------------- | ---------------- | ------- | ------- | ------- | ------- | ------- |
| 1963–64      | «Ошава Дженералс»        | ОХА          | 3                | 0                | 1                | 1                | 0                | —       | —       | —       | —       | —       |
| 1964–65      | «Ошава Дженералс»        | ОХА          | 56               | 0                | 10               | 10               | 0                | —       | —       | —       | —       | —       |
| 1965–66      | «Ошава Дженералс»        | ОХА          | 47               | 0                | 10               | 10               | 41               | —       | —       | —       | —       | —       |
| 1966–67      | «Бостон Брюїнс»          | НХЛ          | 2                | 0                | 0                | 0                | 0                | —       | —       | —       | —       | —       |
| 1966–67      | «Ошава Дженералс»        | ОХА          | 48               | 8                | 14               | 22               | 57               | —       | —       | —       | —       | —       |
| 1967–68      | «Оклахома Сіті Блейзерс» | ЦПХЛ         | 70               | 8                | 20               | 28               | 60               | 4       | 0       | 0       | 0       | 17      |
| 1968–69      | «Оклахома Сіті Блейзерс» | ЦПХЛ         | 62               | 3                | 22               | 25               | 32               | 12      | 0       | 4       | 4       | 4       |
| 1969–70      | «Бостон Брюїнс»          | НХЛ          | 2                | 0                | 0                | 0                | 2                | —       | —       | —       | —       | —       |
| 1969–70      | «Оклахома Сіті Блейзерс» | ЦПХЛ         | 58               | 6                | 24               | 30               | 26               | —       | —       | —       | —       | —       |
| 1970–71      | «Герші Берс»             | АХЛ          | 70               | 3                | 23               | 26               | 46               | 4       | 0       | 0       | 0       | 2       |
| 1971–72      | «Бостон Брюїнс»          | НХЛ          | 1                | 0                | 0                | 0                | 0                | —       | —       | —       | —       | —       |
| 1971–72      | «Бостон Брейвс»          | АХЛ          | 73               | 9                | 31               | 40               | 36               | 9       | 0       | 5       | 5       | 2       |
| 1972–73      | «Бостон Брюїнс»          | НХЛ          | 75               | 1                | 10               | 11               | 26               | 4       | 0       | 0       | 0       | 0       |
| 1973–74      | «Бостон Брюїнс»          | НХЛ          | 1                | 0                | 0                | 0                | 0                | —       | —       | —       | —       | —       |
| 1973–74      | «Піттсбург Пінгвінс»     | НХЛ          | 67               | 2                | 14               | 16               | 21               | —       | —       | —       | —       | —       |
| 1974–75      | «Нью-Йорк Рейнджерс»     | НХЛ          | 67               | 3                | 15               | 18               | 19               | 3       | 0       | 1       | 1       | 0       |
| 1975–76      | «Нью-Йорк Рейнджерс»     | НХЛ          | 63               | 1                | 8                | 9                | 46               | —       | —       | —       | —       | —       |
| 1976–77      | «Нью-Йорк Рейнджерс»     | НХЛ          | 9                | 0                | 0                | 0                | 2                | —       | —       | —       | —       | —       |
| 1976–77      | «Міннесота Норт-Старс»   | НХЛ          | 52               | 2                | 17               | 19               | 6                | —       | —       | —       | —       | —       |
| 1977–78      | «Міннесота Норт-Старс»   | НХЛ          | 57               | 7                | 14               | 21               | 18               | —       | —       | —       | —       | —       |
| 1978–79      | «Лос-Анджелес Кінгс»     | НХЛ          | 7                | 0                | 3                | 3                | 0                | —       | —       | —       | —       | —       |
| 1978–79      | «Колорадо Рокіз»         | НХЛ          | 52               | 2                | 4                | 6                | 6                | —       | —       | —       | —       | —       |
| 1979–80      | «Форт-Ворт Тексанс»      | ЦПХЛ         | 12               | 0                | 6                | 6                | 4                | —       | —       | —       | —       | —       |
| 1979–80      | «Колорадо Рокіз»         | НХЛ          | 46               | 0                | 9                | 9                | 10               | —       | —       | —       | —       | —       |
| 1983–84      | «Нью-Гейвен Найтгоукс»   | АХЛ          | 2                | 0                | 1                | 1                | 0                | —       | —       | —       | —       | —       |
| Усього в НХЛ | Усього в НХЛ             | Усього в НХЛ | 501              | 18               | 94               | 112              | 156              | 7       | 0       | 1       | 1       | 0       |

## Тренерська статистика
| Команда | Сезон   | Регулярний сезон | Регулярний сезон | Регулярний сезон | Регулярний сезон | Регулярний сезон      | Плей-оф | Плей-оф | Плей-оф                  | Плей-оф |
| Команда | Сезон   | В                | П                | Н                | %В               | Результат             | В       | П       | Результат                |         |
| ------- | ------- | ---------------- | ---------------- | ---------------- | ---------------- | --------------------- | ------- | ------- | ------------------------ | ------- |
| ТОР     | 1995-96 | 9                | 6                | 2                | .600             | 3-є в ЦД              | 2       | 4       | програш у першому раунді |         |
| Усього  | Усього  | 9                | 6                | 2                | .600             | 0 перемог у Дивізіоні | 2       | 4       | 0 Кубків Стенлі          |         |